# Trods
Trods – norweski torpedowiec z końca XIX wieku, jedna z trzech zbudowanych jednostek typu Storm. Okręt został zwodowany 14 marca 1898 roku w stoczni Horten Verft w Horten i w tym samym roku wszedł w skład norweskiej marynarki. Torpedowiec został wycofany ze służby w 1931 roku.

## Projekt i budowa
Torpedowce 1. klasy typu Storm zostały zaprojektowane w niemieckiej stoczni Schichau na bazie torpedowców typu S 67 .
„Trods” zbudowany został w stoczni Horten Verft . Nieznana jest data położenia stępki, a zwodowany został 14 marca 1898 roku .

## Dane taktyczno-techniczne
Okręt był torpedowcem o długości całkowitej 39,9 metra, szerokości 4,8 metra i zanurzeniu od 1,1 metra na dziobie do 2,15 metra na rufie . Wyporność normalna wynosiła 83 tony, a pełna 107 ton . Jednostka napędzana była przez pionową maszynę parową potrójnego rozprężania o mocy 1100 KM, do których parę dostarczały dwa kotły . Prędkość maksymalna napędzanego jedną śrubą okrętu wynosiła 21 węzłów . Okręt zabierał zapas 17 ton węgla .
Na uzbrojenie artyleryjskie jednostki składały się dwa pojedyncze działka kalibru 37 mm QF Hotchkiss L/45 . Broń torpedową stanowiły dwie pojedyncze wyrzutnie kal. 450 mm .
Załoga okrętu składała się z 23 oficerów, podoficerów i marynarzy .

## Służba
„Trods” został przyjęty w skład Królewskiej Marynarki Wojennej w 1898 roku . Okręt wycofano ze składu floty w 1931 roku i sprzedano.